# Afloramento do Morro do Papaleo
O Afloramento do Morro do Papaleo está situado no município de Mariana Pimentel, no estado brasileiro do Rio Grande do Sul. É considerado como uma importante fonte de fósseis vegetais preservados na forma de impressões e coletados de depósitos do Subgrupo Itararé e da Formação Rio Bonito.